# FC Biel-Bienne
Der FC Biel-Bienne 1896, kurz FCB, ist ein Fussballverein aus der Stadt Biel/Bienne. Entsprechend dem Stadtwappen sind die Vereinsfarben Rot und Weiss. Seit dem Jahr 2015 werden die Heimspiele in der Tissot Arena ausgetragen, die direkt neben dem alten Eisstadion des EHC Biel-Bienne neu erbaut wurde. Die erste Mannschaft spielt in der Promotion League, der dritthöchsten Spielklasse der Schweiz. Die grösste Erfolge waren der Gewinn der Meisterschaft 1947 und die Teilnahmen an den Cup-Finals 1961 und 2025.

## Geschichte

### Gründer-Jahre
Der Verein wurde am Freitag, den 13. November 1896 gegründet und spielte zu Beginn im «Chrutchueche» (Jardin Anglais). 1898 wurde der FC Concordia Bienne integriert und 1900 erfolgte der Beitritt zur SFA (Schweizerische Fussball-Association) sowie der Umzug auf die «Glacière» (späteres GM-Areal). Mit dem FC Avenir de Bienne (1901), dem FC Central Bienne und dem FC Villa Bienne (beide 1903) sowie dem FC Floria Biel (1907) wurden vier weitere Vereine zum nunmehr «Vereinigter Fussball-Klub Biel» genannten Verein zusammengeschlossen. 1911 erhielt er dann den heutigen Namen FC Biel-Bienne, welcher 1912/13 ins Stadion Gurzelen umziehen konnte.
1920/21 ging als die Saison der «grossen Mannschaft» mit den drei Ungaren Fodor, Todt und Deutsch in die Annalen ein, und 1926/27 sowie 1929/30 wurde der Titel des Champion Romand (1. der Westgruppe) erreicht. Ebenso wurde 1929/30 die Stehplatzestrade vis-à-vis der Tribüne erstellt und 1931/32 der Nebenplatz eingeweiht.

### Geschichte seit Bestehen der Nationalliga 1932
1946/47 wurde der FC Biel-Bienne zum ersten und bisher einzigen Mal Schweizer Meister mit einem Punkt Vorsprung auf Lausanne, und ein Jahr später reichte es noch zum Vizemeistertitel, einen Punkt hinter Bellinzona. 1950/51 brannte die alte Holztribüne ab, nachdem ein unvorsichtiger Zuschauer einen Zigarettenstummel ins Sägemehllager unter der Tribüne geworfen hatte. 1953 erfolgte der Neuaufbau.
Ein Highlight erlebten die Seeländer dann unter dem nachmaligen deutschen Bundestrainer Jupp Derwall, als sie 1960 als Aufsteiger gleich Vizemeister wurden (hinter YB) und ein Jahr später bis in den Cupfinal (0:1-Niederlage gegen La Chaux-de-Fonds) vorstiessen. Oft über 10’000 Zuschauer lockten in den 60er Jahren auch die Partien um den Alpenpokal gegen italienische Spitzenteams wie unter anderem Napoli (3:1) und Inter Mailand (3:3).
Am 23. April 1966 wurde die erste Zweimastflutlichtanlage der Welt durch die Wiesbadener Firma Richard A. Ott installiert und am 8. Mai 1970 die Südtribüne mit 5000 gedeckten Steh-- und 500 Sitzplätzen eingeweiht. 1974/75 erfolgte unter dem deutschen Spielertrainer Hans-Otto Peters der letztmalige Aufstieg in die NLA und ein Jahr später postwendend die Relegation.
Nach auch finanziell schwierigen Jahren (1978 bewahrten die Verzichterklärungen von zwölf Gläubigern auf 1.195 Millionen Franken den Verein vor dem Konkurs) musste 1989 der erstmalige Abstieg aus der Nationalliga in die 1. Liga und ein Jahr später gar in die 2. Liga (damals die vierthöchste Liga) hingenommen werden. 1990 rettete ein gerichtlicher Nachlass den FC Biel-Bienne ein weiteres Mal vor einem Konkurs. Unter dem späteren U17-Weltmeister-Trainer Dany Ryser stieg das Team 1994 nach zwei gescheiterten Versuchen wieder in die 1. Liga und 2008 unter Dieter Münstermann nach drei erfolglosen Anläufen in die Challenge League (ehemals NLB) auf.
Unter dem Trainer-Duo Philippe Perret/Robert Lüthi wurden in der Folge gute Mittelfeldplätze und 2012/13 gar ein 4. Rang erreicht. Diese Saison musste wegen angeblicher baulicher Mängel der Gurzelen und der Bauverzögerung des neuen Stadions auf der Neuenburger «Maladière» gespielt werden, ehe für die letzten Spielzeiten 2013–15 wieder auf die Gurzelen zurückgekehrt werden durfte. Speziell hervortun konnten sich die Bieler damals insbesondere auch im Cup, wo unter anderen die Super-League-Teams Aarau (2009/10), Luzern und Basel (2010/11) sowie Servette (2011/12) ausgeschaltet wurden und man 2011 nach dem Einzug in den Halbfinal gegen Sion (1:2) zum Schweizer Cupteam des Jahres gewählt wurde.
Die Verdienste des Erfolgs-Trainerduos fanden im VR wenig Anerkennung, so dass dieses 2013 durch Ex-GC-, Luzern-, YB-Trainer und Nati-Assistent Hans-Peter «Bidu» Zaugg ersetzt wurde. In dessen zweiter Saison wurde die Tabellenlage immer prekärer, so dass Zaugg zunächst durch Jean-Michel Aeby und dann durch Patrick Rahmen abgelöst wurde. Dennoch wäre der FC Biel-Bienne Ende Saison 2014/15 abgestiegen, wäre nicht Servette am grünen Tisch zwangsrelegiert worden.

### Konkurs und Zwangsrelegation
2015 erfolgte dann der Umzug in die neu erstellte Tissot Arena. Zudem übernahm mit dem Zürcher Anwalt Carlo Häfeli ein neuer Mehrheitsaktionär die Geschicke des FC Biel-Bienne als Präsident. Er krempelte die Mannschaft völlig um. 22 neue Akteure stiessen zum Team, deren 29 wurden ausgemustert. Bald einmal konnten die Löhne nicht mehr bezahlt werden, leere Versprechungen über angebliche Investoren und nicht eingehaltene Vorgaben des Fussballverbandes führten schliesslich dazu, dass die Disziplinarkommission der Swiss Football League am 27. April 2016 dem FC Biel-Bienne die Lizenz für die Teilnahme am Spielbetrieb der Challenge League per sofort entzog und die Resultate der Rückrunde der Saison 2015/16 annullierte. Anfang Juni wurde über den FC Biel-Bienne der Konkurs verhängt und der Klub in die 2. Liga regional relegiert.
Unter dem neuen Präsidenten Dietmar Faes, dem neuen Trainer Kurt Baumann und dem zurückgekehrten Sportchef Arturo Albanese gelangen in den beiden folgenden Jahren zwei Aufstiege in Serie in die 2. Liga interregional und die 1. Liga.
Seit Bestehen der Nationalliga 1931/32 spielte der FC Biel-Bienne 37 Jahre in der NLA (896 Spiele, 287 Spiele, 198 Remis, 411 Niederlagen, 1404:1759 Tore, 772 Punkte), 29 Jahre in der NLB/Challenge League, 6 Jahre in der 2. Liga und 17 Jahre in der 1. Liga.

## Stadien

### Gurzelen
Ab dem Jahr 1913 spielte der FC Biel-Bienne im Stadion Gurzelen, welches sich im Stadtteil Champagne befindet. Zu Spitzenzeiten konnten 15'000 Zuschauer das Spiel auf dem Naturrasen verfolgen. An beiden Längsseiten des Fussballfeldes befinden sich je eine gedeckte Tribüne. An den Stirnseiten des Fussballplatzes sind die Plätze nicht gedeckt.
Mitte 2015 wurde auf der Gurzelen das letzte Spiel ausgetragen, bevor dann in die neue Tissot Arena gewechselt wurde.

### Tissot Arena
Seit 2015 spielt der FC Biel-Bienne in der Tissot Arena – einer multifunktionalen Sportarena mit Fußballstadion, Eishockeystadion, einer Curlinghalle und Mantelnutzung mit Shoppingcenter, Restaurants, Gym, Kino und Bowlingbahnen.
Das Fußballstadion hat ein Fassungsvermögen von 5'200 Zuschauern und bietet den Steh- sowie Sitzplatzzuschauern modernsten Komfort und ausgezeichnete Infrastruktur. Im Stadion befinden sich verschiedene Buvetten und eine Sky-Lounge, welche VIP kulinarisch versorgt und zu Gesprächen einlädt.

### Höchste Zuschauerzahlen
| Datum      | Wettbewerb    | Stadion      | Gegner                  | Resultat  | Anzahl Zuschauer |
| ---------- | ------------- | ------------ | ----------------------- | --------- | ---------------- |
| 15.11.1959 | Meisterschaft | Gurzelen     | Grasshopper Club Zürich | 5:1       | 10'500           |
| 06.12.1959 | Meisterschaft | Gurzelen     | FC La Chaux-de-Fonds    | 2:0       | 17'500           |
| 06.03.1960 | Meisterschaft | Gurzelen     | BSC Young Boys          | 3:1       | 15'500           |
| 19.06.1960 | Alpenpokal    | Gurzelen     | SSC Neapel              | 3:1       | 10'500           |
| 13.11.1960 | Meisterschaft | Gurzelen     | BSC Young Boys          | 3:1       | 12'000           |
| 03.04.1961 | Cup-Halbfinal | Gurzelen     | FC Luzern               | 3:1       | 13'000           |
| 21.10.1962 | Meisterschaft | Gurzelen     | FC Lausanne-Sport       | 1:0       | 10'200           |
| 23.06.1963 | Alpenpokal    | Gurzelen     | Inter Mailand           | 3:3       | 11'000           |
| 08.08.2015 | Meisterschaft | Tissot Arena | FC Wil                  | 0:0       | 04'754           |
| 18.08.2018 | Schweizer Cup | Tissot Arena | BSC Young Boys          | 2:3 n. V. | 05'098           |
| 26.04.2025 | Schweizer Cup | Tissot Arena | BSC Young Boys          | 1:0 n. V. | 6000             |

## Erfolge
- Schweizer Meister: 1947
- Uhrencup-Sieger: 1968
- Vizemeister: 1948, 1960
- Schweizer Cupfinalist: 1961, 2025
- Aufstieg NLA (heute Super League): 1975
- Aufstieg Challengue League: 2008
- Schweizer Cup-Halbfinalist: 1937, 1944, 1968, 1973, 1976, 2011, 2025

### Ewige Tabelle
In der ewigen Tabelle der Super League ab 1898 belegt der FC Biel-Bienne aktuell den 14. Rang mit 60 Saisons, 1258 Spielen, 426 Siegen, 246 Remis und 586 Niederlagen bei einem Torverhältnis von 2094:2577 Toren und 1524 Punkten.

## 1. Mannschaft

### Kader der Saison 2025/26
Stand: 31. Juli 2025. Spieler die an einen anderen Club ausgeliehen sind, werden nicht aufgeführt.
| Nr.          | Nat.       | Spieler             | Im Verein seit |          |          |          |          |
| Torhüter     | Torhüter   | Torhüter            | Torhüter       | Torhüter | Torhüter | Torhüter | Torhüter |
| ------------ | ---------- | ------------------- | -------------- | -------- | -------- | -------- | -------- |
| 01           | Angola     | Moises Helder       | 2025           |          |          |          |          |
| 26           | Schweiz    | Benjamin Roth       | 2023           |          |          |          |          |
| 27           | Schweiz    | Giacomo Sacino      | 2023           |          |          |          |          |
| 0            | Schweiz    | Nick Rimann         | 2023           |          |          |          |          |
| Verteidigung |            |                     |                |          |          |          |          |
| 03           | Schweiz    | Levy Maltet         | 2025           |          |          |          |          |
| 04           | Schweiz    | Safet Alic          | 2021           |          |          |          |          |
| 05           | Schweiz    | Matthew Mäder       | 2025           |          |          |          |          |
| 18           | England    | Shaye Davies        | 2025           |          |          |          |          |
| 19           | Frankreich | Guélor Samba        | 2025           |          |          |          |          |
| 22           | Schweiz    | Yll Avdyli          | 2024           |          |          |          |          |
| 24           | Schweiz    | Thoma Monney        | 2025           |          |          |          |          |
| 25           | Frankreich | Dagui Paviot        | 2025           |          |          |          |          |
| 28           | Frankreich | Anthony De Freitas  | 2019           |          |          |          |          |
| 60           | Frankreich | Modibo Camara       | 2025           |          |          |          |          |
| Mittelfeld   |            |                     |                |          |          |          |          |
| 06           | Frankreich | Jibril Bouameur     | 2025           |          |          |          |          |
| 07           | Schweiz    | Sébastien Moulin    | 2024           |          |          |          |          |
| 08           | Schweiz    | Nikolai Maurer      | 2023           |          |          |          |          |
| 10           | Schweiz    | Freddy Mveng        | 2022           |          |          |          |          |
| 17           | Schweiz    | Uros Vasic          | 2025           |          |          |          |          |
| 21           | Frankreich | Djibrail Dib        | 2025           |          |          |          |          |
| Stürmer      |            |                     |                |          |          |          |          |
| 11           | Belgien    | Illion Ssebunya     | 2025           |          |          |          |          |
| 15           | Schweiz    | Tician Tushi        | 2025           |          |          |          |          |
| 20           | Frankreich | Mahamadou Doucouré  | 2025           |          |          |          |          |
| 23           | Schweiz    | Noham Nekcha        | 2025           |          |          |          |          |
| 29           | Schweiz    | Evan Rossier        | 2025           |          |          |          |          |
| 77           | Schweiz    | Omer Dzonlagic      | 2024           |          |          |          |          |
| 88           | Frankreich | Olivier Cassange    | 2025           |          |          |          |          |
| 98           | Frankreich | Mohamed Ali Gueddar | 2025           |          |          |          |          |

## Personen

### Herausragende Spieler und Trainer
Einige Spieler und Trainer haben den FC Biel-Bienne geprägt, dessen Geschichte mit geschrieben oder sind im Verlauf ihrer Karriere bekannt geworden. Darunter beispielsweise
- Georges Aeby (Saisons 1928–33, 39 Länderspiele, WM-Teilnehmer 1938)
- Paul Fässler (Saison 1933/34 & 1935/36, 33 Länderspiele)
- Willy Jäggi (Saisons 1939–43, 21 Länderspiele)
- Willy von Känel (Saisons 1930–34, 19 Länderspiele, WM-Teilnehmer 1934)
- Roland Rossel (Saisons 1933–48 & 1952–54, 2 Länderspiele)
- Robert Ballaman (Saisons 1944–50, 50 Länderspiele, WM-Teilnehmer 1954)
- August Ibach (Saisons 1940–51 & 1956–57, 1 Länderspiel)
- Robert Hasler (Saisons 1942–48 & 1950–54, 6 Länderspiele)
- Fritz Jucker (Saison 1945–59, 6 Länderspiele)
- Peter Rösch (Saison 1948–52, 5 Länderspiele)
- Frédy Amez-Droz (Saisons 1969–71, 1 Länderspiel)
- Fredy Kehrli (Saisons 1954–58 & 1959–67)
- Paul Wolfisberg (Saison 1954/55, Saisons 1981–85 und erneut 1989 Trainer der Schweizer Nationalmannschaft)
- Thomas Bickel (Saison 1984/85, 52 Länderspiele)
- Jupp Derwall, (Trainer Saisons 1959–61, später Bundestrainer BRD)
- Eugène Parlier (Saisons 1959–64, 21 Länderspiele)
- Edgar Graf (1958–67, Torschützenkönig NLB 1958/59)
- Werner Tschannen (Spieler Saisons 1964–71 & 1972–79)
- Gilbert Facchinetti (Saison 1960/61, später Präsident und Mäzen von Neuenburg Xamax)
- Hans-Jörg Pfister (Saisons 1969–72, 22 Länderspiele)
- Martin Weber (Saisons 1976–79, 30 Länderspiele)
- Hans-Otto Peters (Saisons 1967–71 & 1973–75, Torschützenkönig NLA 1968/69)
- Horst Szymaniak (Saison 1966/67, WM-Teilnehmer mit Deutschland 1962)
- Klaus Vöhringer (Saisons 1979–87)
- Anton Ondruš (Saisons 1987–89, Europameister 1976)
- Harutjun Wardanjan (Saison 2006/07, 57 Länderspiele mit Armenien)
- Antonio Marchesano (Saison 2015/16)

### Präsidenten
Eine chronologische Übersicht über alle Präsidenten des Vereins seit Gründung.
| Amtszeit  | Präsident                   |
| --------- | --------------------------- |
| 1896–1898 | Charles Dubois              |
| 1898–1902 | unbekannt                   |
| 1902–1904 | Hans Schwarz                |
| 1904–1905 | Leon Homberger              |
| 1905–1906 | Henri Bessire               |
| 1906–1907 | Leon Homberger              |
| 1907–1909 | Louis Marchand              |
| 1909–1910 | Fritz Kummer                |
| 1910–1911 | Hans Schwarz                |
| 1911–1912 | Dr. Adolf Lempen            |
| 1912–1913 | Henri Jeanmaire             |
| 1913–1915 | Fritz Kummer                |
| 1915–1916 | Robert Schneider            |
| 1916–1917 | Fritz Kummer                |
| 1917–1918 | Karl Grünig Ernst Schafroth |
| 1918–1919 | Marcel Perret               |
| 1919–1922 | Walter Lehmann              |

| Amtszeit  | Präsident                                            |
| --------- | ---------------------------------------------------- |
| 1922–1924 | Friedrich Moser                                      |
| 1924–1927 | Dr. Adolf Lempen                                     |
| 1927–1929 | Joseph Berberat                                      |
| 1929–1931 | Werner Bögli                                         |
| 1931–1933 | Dr. Adolf Lempen                                     |
| 1933–1934 | Dr. Schürch Werner Bögli Dr. Zumbühl                 |
| 1934–1936 | Walter Wüthrich                                      |
| 1936–1937 | Dr. Hans Schneider                                   |
| 1937–1945 | Robert Grünig                                        |
| 1945–1953 | Fritz Marthaler                                      |
| 1953–1958 | Robert Grünig                                        |
| 1958–1966 | Jean-Pierre Fuchs                                    |
| 1966–1967 | Emilio Cappellaro Angelo Gatti Jean-Jacques Huguenin |
| 1967–1972 | Francis Urfer                                        |
| 1972–1978 | Fritz Lanker                                         |

| Amtszeit  | Präsident                                                      |
| --------- | -------------------------------------------------------------- |
| 1978–1979 | Marcel Lehmann Willy Garo Fritz Elmer Edoardo Bai Fredy Kehrli |
| 1979–1981 | Marcel Lehmann                                                 |
| 1981–1983 | Willy Garo                                                     |
| 1983–1987 | Werner Bösch                                                   |
| 1987–1989 | Roland Zaugg                                                   |
| 1989–1989 | Bruno Baggio (ad interim)                                      |
| 1989–1990 | Richard Siggen                                                 |
| 1990–2002 | Michel Hirt                                                    |
| 2002–2008 | Jean-Marc Hofstetter                                           |
| 2008–2013 | Jean-Pierre Senn (VR-Präsident der AG)                         |
| 2013–2014 | Werner Könitzer                                                |
| 2014–2015 | Toni Sanktjohanser                                             |
| 2015–2016 | Carlo Häfeli                                                   |
| 2016–2025 | Dietmar Faes                                                   |
| seit 2025 | Nik Liechti                                                    |

### Trainer
Eine chronologische Übersicht über alle Trainer des Vereins seit 1929.
| Amtszeit  | Trainer                 |
| --------- | ----------------------- |
| 1929–1930 | Walter Lehmann          |
| 1932–1933 | Leó Weisz               |
| 1934–1936 | Hans Geiser             |
| 1936–1937 | Pepi Uridill            |
| 1938–1939 | Raymond Keller          |
| 1939–1940 | Leó Weisz               |
| 1942–1943 | Max Scheller            |
| 1943–1946 | William Baumgartner     |
| 1946–1948 | Gerhard "Hardy" Walther |
| 1948–1949 | Karl Adamek             |
| 1949–1950 | Vlastimil Borecki       |
| 1950–1951 | Wilhelm Radi            |
| 1951–1952 | Armin Scheurer          |
| 1952–1954 | Leó Weisz               |
| 1954–1954 | Hans Wiedmer            |
| 1954–1957 | Hans Rüegsegger         |
| 1957–1958 | Hans Flühmann           |
| 1957–1958 | Georges Hanke           |
| 1957–1958 | Charles Nicolas         |
| 1958–1959 | Willy Hahnemann         |
| 1959–1961 | Josef "Jupp" Derwall    |
| 1961–1962 | Willy Hahnemann         |
| 1961–1962 | Josef Artimovics        |

| Amtszeit  | Trainer             |
| --------- | ------------------- |
| 1961–1963 | Walter Presch       |
| 1963–1964 | Hans Neuschäfer     |
| 1963–1964 | Francis Urfer       |
| 1964–1965 | Paul Heini          |
| 1964–1965 | Josef Artimovits    |
| 1964–1965 | Francis Urfer       |
| 1964–1965 | Branko Vidjak       |
| 1965–1967 | Georges Sobotka     |
| 1967–1970 | Hans-Otto Peters    |
| 1970–1971 | Paul Osswald        |
| 1971–1973 | Henri Skiba         |
| 1973–1975 | Hans-Otto Peters    |
| 1975–1976 | Peter Blusch        |
| 1975–1976 | Branko Vidjak       |
| 1976–1979 | Edoardo Bai         |
| 1979–1980 | Antonio Merlo       |
| 1980–1981 | Hans Wiedmer        |
| 1980–1981 | Jean-Pierre Fleury  |
| 1981–1983 | Richard Egli        |
| 1983–1984 | Jean-Pierre Fleury  |
| 1984–1986 | Hansruedi Hasler    |
| 1986–1989 | Roland Weidle       |
| 1988–1989 | Alexander Mandziara |

| Amtszeit  | Trainer                        |
| --------- | ------------------------------ |
| 1989–1990 | Werner Killmaier               |
| 1989–1990 | Bernd Heider                   |
| 1990–1996 | Dany Ryser                     |
| 1996–1997 | Kurt Feuz                      |
| 1997–2000 | Arturo Albanese                |
| 2000–2001 | Daniel Monney                  |
| 2001–2006 | Kurt Baumann                   |
| 2006      | Andy Egli                      |
| 2006–2008 | Dieter Münstermann             |
| 2008–2013 | Philippe Perret / Robert Lüthi |
| 2013–2014 | Hans-Peter «Bidu» Zaugg        |
| 2014–2015 | Jean-Michel Aeby               |
| 2015–2016 | Patrick Rahmen                 |
| 2016      | Petar Aleksandrov              |
| 2016      | Zlatko Petricevic              |
| 2016      | Petar Aleksandrov              |
| 2016–2019 | Kurt Baumann                   |
| 2019–2022 | Anthony Sirufo                 |
| 2022      | Julien Segard                  |
| 2022      | Edvaldo Della Casa             |
| 2022–2023 | Jean-Michel Aeby               |
| seit 2023 | Samir Chaibeddra               |

## Ligazugehörigkeit
Seit bestehen der Nationalliga spielte der FC Biel-Bienne in folgenden Ligen.
| Jahre     | Liga                      |
| --------- | ------------------------- |
| 1933–1952 | NLA                       |
| 1952–1953 | NLB                       |
| 1953–1954 | NLA                       |
| 1954–1957 | NLB                       |
| 1957–1958 | NLA                       |
| 1958–1959 | NLB                       |
| 1959–1972 | NLA                       |
| 1972–1975 | NLB                       |
| 1975–1976 | NLA                       |
| 1976–1989 | NLB                       |
| 1989–1990 | 1. Liga                   |
| 1990–1994 | 2. Liga                   |
| 1994–2008 | 1. Liga                   |
| 2008–2016 | Challenge League / Ex-NLB |
| 2016–2017 | 2. Liga regional          |
| 2017–2018 | 2. Liga interregional     |
| 2018–2021 | 1. Liga                   |
| 2021–0000 | Promotion League          |